# Matthiola maderensis
Matthiola maderensis är en korsblommig växtart som beskrevs av Richard Thomas. Lowe. Matthiola maderensis ingår i släktet lövkojor, och familjen korsblommiga växter. Inga underarter finns listade i Catalogue of Life.

## Bildgalleri

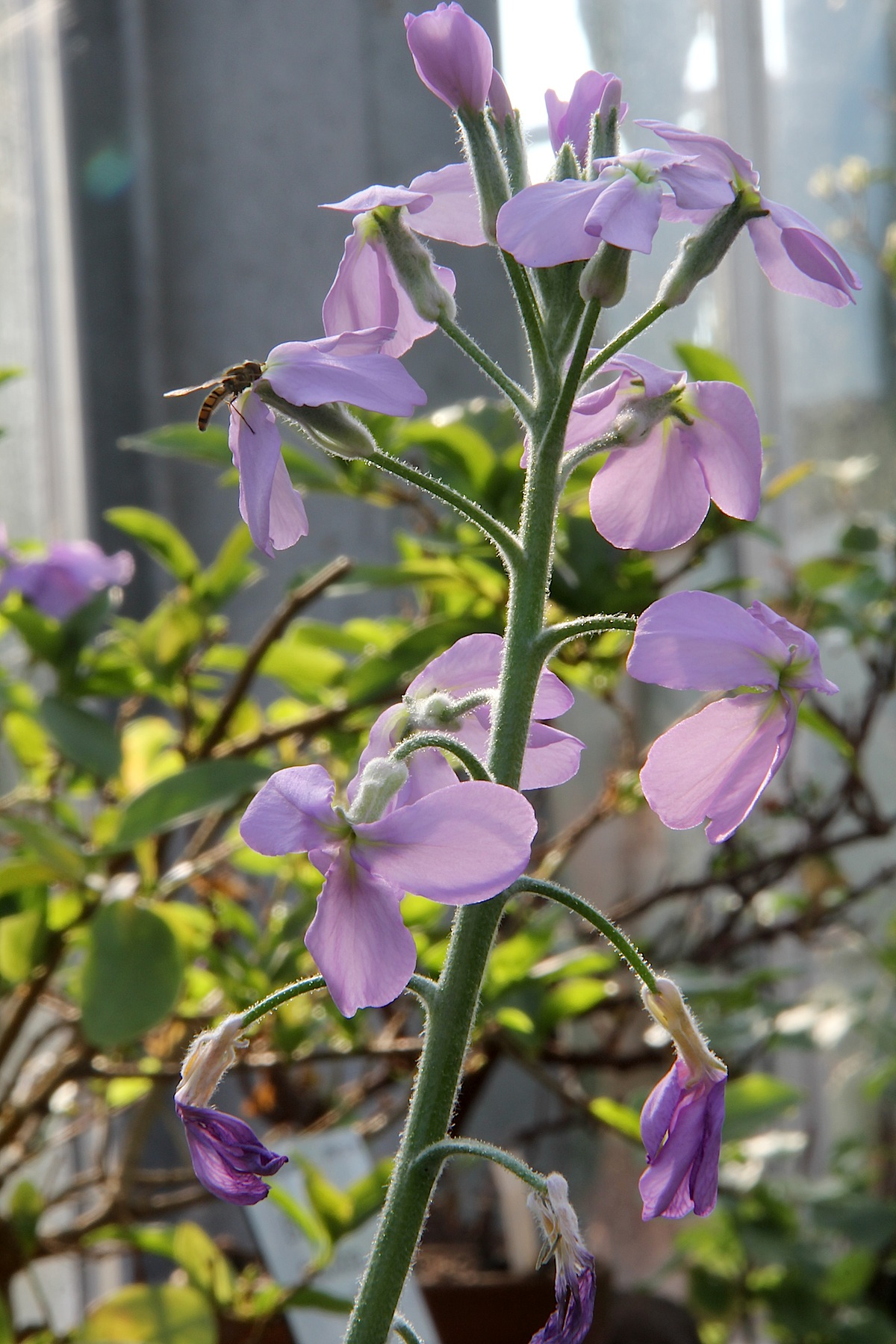
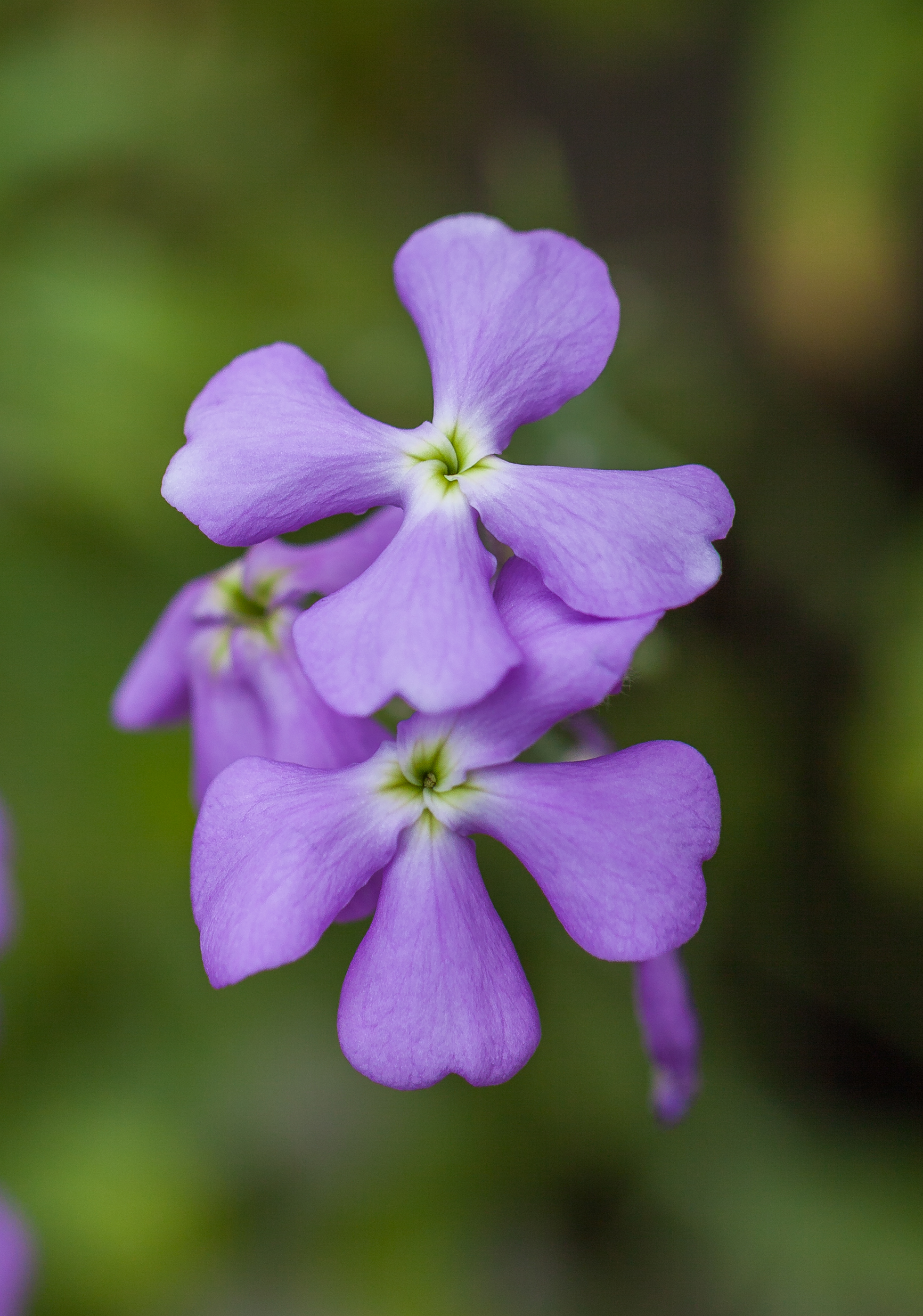
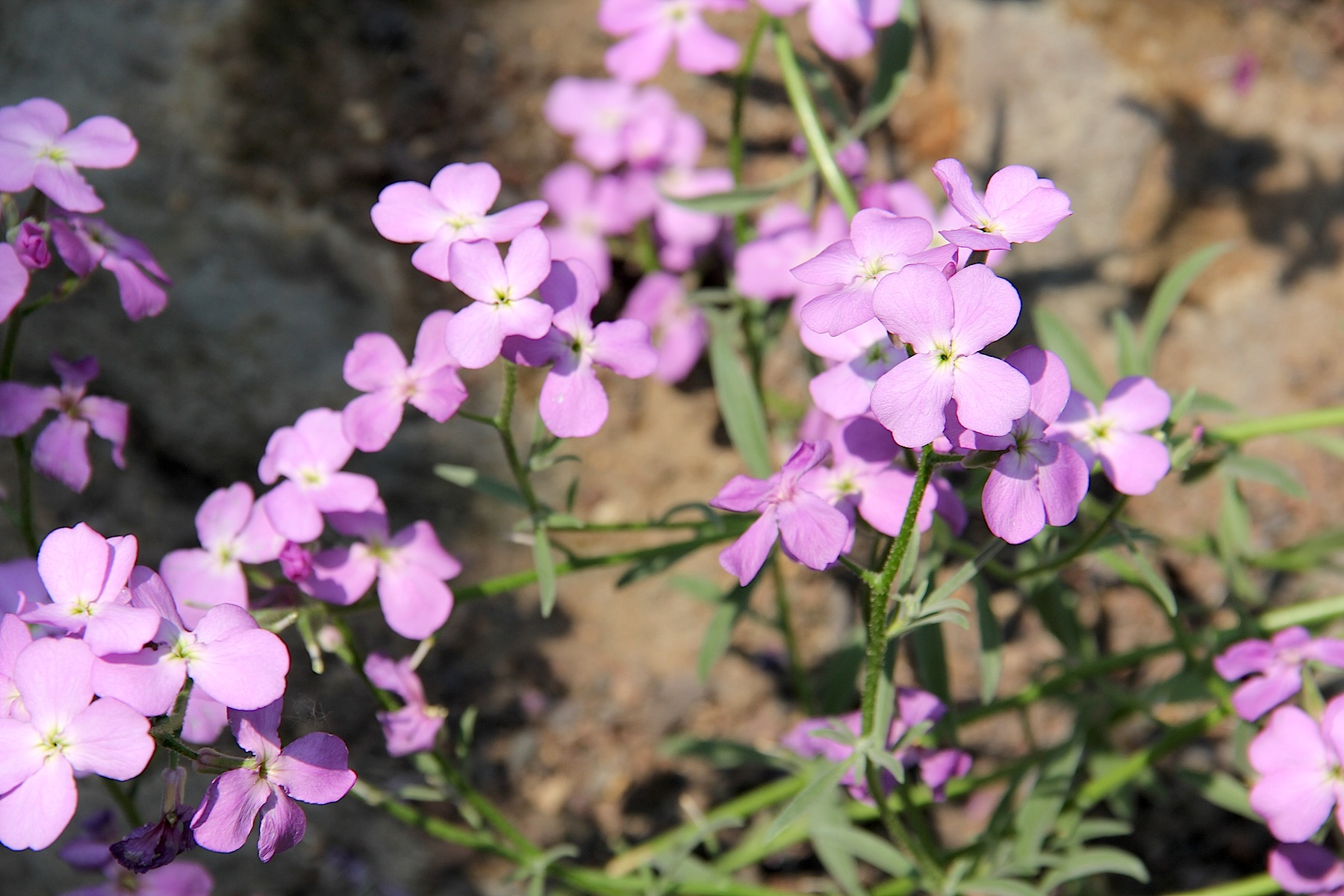
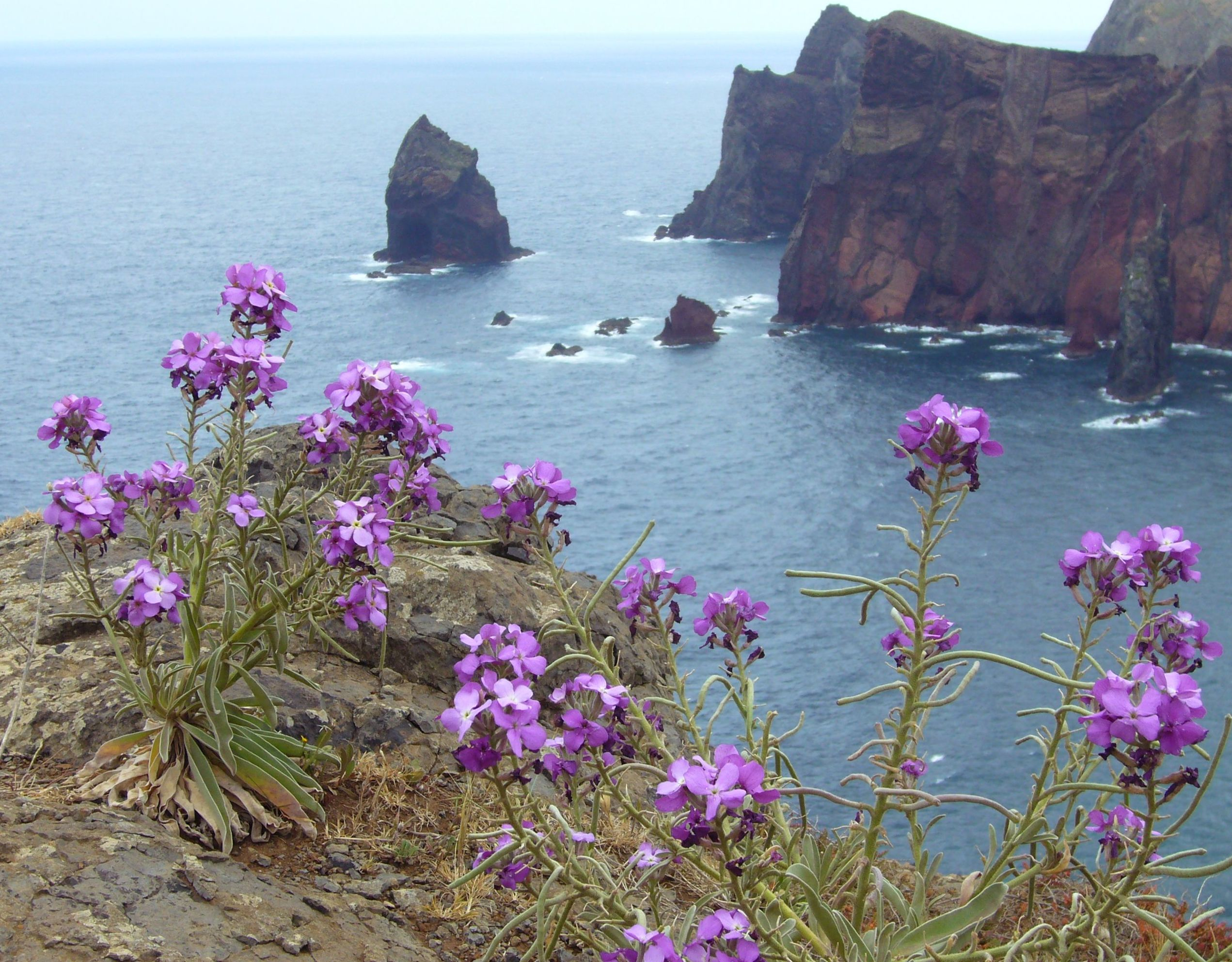